# Juan de la Cruz Elizondo
Juan de la Cruz Elizondo (Irún, 12 de enero de 1879-Bilbao, 16 de septiembre de 1940) fue un periodista español.

## Biografía
Nació en Irún el 12 de enero de 1879. A los dieciséis años de edad ingresó en la redacción del diario donostiarra La Unión Vascongada, de ideología monárquica. Con posterioridad trabajaría en La Voz de Vizcaya, donde fungió como redactor-jefe. En 1910 fue nombrado director del diario bilbaíno El Pueblo Vasco, cargo que ejercería durante veintiocho años —entre 1910 y 1938—. Durante aquellos años se convirtió en uno de los periodistas más conocidos de la capital vizcaína, siendo también asiduo de la tertulia bilbaína «Lion d'Or». También llegaría a ejercer como cronista oficial de Irún y como presidente de la Asociación de la Prensa de Vizcaya.
Cesó en su puesto en 1938, tras la fusión de El Pueblo Vasco con otro diario para dar lugar a una cabecera conjunta. Falleció en Bilbao el 16 de septiembre de 1940.